# Государственная пограничная охрана Латвийской Республики

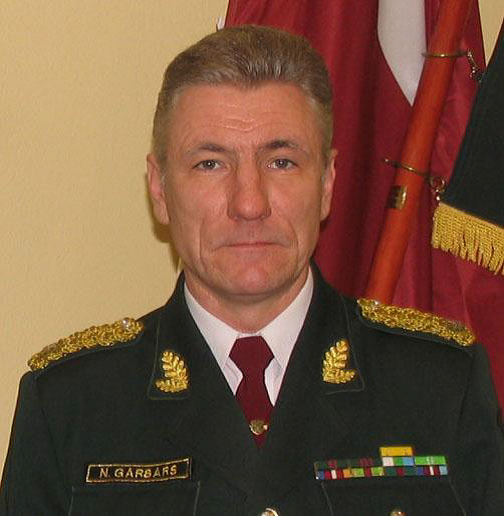
Нормундс Гарбарс

Государственная пограничная охрана (латыш. Valsts robežsardze) Латвийской республики — вооруженный орган, функциями которой является обеспечение неприкосновенности государственной границы и предотвращение незаконной миграции. Находится под надзором министра внутренних дел Латвии.
В Государственной пограничной охране ежедневно исполняют служебные обязанности более 3000 пограничников и работников. В настоящее время Государственная пограничная охрана состоит из Главного управления, территориальных управлений и Авиационного управления. В подчинении Государственной пограничной охраны находится учебное заведение высшего образования – Колледж Государственной пограничной охраны.
Государственная пограничная охрана обеспечивает надзор за 276 км границы между Латвийской Республикой и Российской Федерацией, 172,9 км границы между Латвийской Республикой и Республикой Беларусь и за 498 км морской границы (внешняя граница ЕС), а также Государственная пограничная охрана осуществляет надзор за 343 км границы между Латвийской Республикой и Эстонской Республикой и за 588 км границы между Латвийской Республикой и Литовской Республикой (внутренняя граница ЕС).

## История
18 ноября 1918 года, провозгласив независимость Латвийской Республики, Народный Совет также декларировал временную границу вновь образованного государства. Для охраны границы 7 ноября 1919 года Главнокомандующий Латвийской армией Янис Балодис издал приказ сформировать пограничные подразделения. Деятельность пограничников была основана на нормативном акте «Временные правила об организации внутренней охраны», которые были изданы Народным Советом 5 декабря 1918 года.
8 ноября 1920 года Пограничную охрану переименовали в Пограничную дивизию и  поручили ей охрану государственной границы.
2 февраля 1922 года Кабинет министров решил расформировать Пограничную дивизию и поручить охрану государственной границы Министерству внутренних дел. 10 марта того же года охрану государственной границы переняла вновь сформированная Пограничная полиция.
В 1935 году Кабинет министров принял Закон «Об охране государственной границы». 6 апреля 1935 года в составе Министерства внутренних дел было сформировано отдельное воинское подразделение -Пограничная бригада, командиром которой был назначен полковник Людвиг Больштейн.
3 октября 1940 года народный комиссар Латвийской ССР А.Новикс подписал приказ о расформировании пограничных батальонов и увольнении в отставку пограничников. Пограничная бригада Латвийской Республики была ликвидирована 10 октября 1940 года.
20 декабря 1990 года Верховный Совет принял Закон «О государственной границе Латвийской Республики». 7 ноября 1991 года Президиум Верховного Совета Латвийской Республики утвердил «Положение о порядке приведения к Военной присяге Латвийской Республики» и уже 11 ноября 1991 года первые пограничники восстановленной Латвийской Республики принесли Военную присягу на Братском кладбище в Риге.
В 1991 году, когда Латвийская Республика обрела независимость, была восстановлена государственная граница. Она установлена в соответствии с договорами, заключёнными Латвийской Республикой до 16 июня 1940 года, а также в соответствии с заключенными позднее межгосударственными соглашениями о восстановлении или установлении границы.
13 декабря 1991 года является датой юридического восстановления Пограничной охраны, так как приказом Министерства обороны № 4-V «О формировании, установлении сфер ответственности и определении структуры и штата пограничных батальонов»  от 13 декабря 1991 года было основано Управление пограничных войск Латвийской Республики, которое в дальнейшем должно было осуществлять руководство пограничными батальонами, Рижским отдельным контрольно-пропускным пунктом и учебным центром пограничных войск. Этим приказом охрана государственной границы поручалась семи пограничным батальонам -Валмиерскому, Лудзенскому, Вилякскому, Даугавпилскому, Елгавскому, Лиепайскому, Вентспилскому и Рижскому отдельному контрольно-пропускному пункту.
С формированием пограничных батальонов началась реальная работа по созданию системы пограничной охраны - маркировка границы, создание материально-технической базы, необходимой для обеспечения пограничного контроля и бытовых условий для пограничников, разработка служебных положений и уставов.
Восстановление погранохраны Латвийской Республики началось с создания контрольно-пропускных пунктов на дорогах и перенятия функций советских пограничных воинских частей в портах и аэропортах на основании постановления Совета министров Латвийской Республики „О перенятии государственной границы Латвийской Республики и обеспечении её охраны” от 29 января 1992 года.
Приказом Министра обороны Латвийской Республики от 1 февраля 1992 года была создана Пограничная бригада Сил обороны Министерства обороны, которая объединила 7 пограничных батальонов, Рижский отдельный контрольно-пропускной пункт и учебный центр в Варве. Приказом Министра обороны от 23 ноября 1995 года Пограничная бригада Национальных вооружённых сил была преобразована в Пограничные войска.
С 7 января 1997 года Пограничные войска были переведены в подчинение Министерства внутренних дел и персональный состав был принят на службу в Министерство внутренних дел.
С 14 февраля 1997 года Пограничные войска переименовываются в Пограничную охрану Министерства внутренних дел. С 1 мая 1998 года Пограничная охрана переименована в Государственную пограничную охрану.
С 2009 по 2019 гг. службой руководил генерал Нормундс Гарбарс. По состоянию на январь 2019 года ее возглавляет генерал Гунтис Пуяц.